# Teorie valenčních vazeb
Teorie valenčních vazeb je, společně s teorií molekulových orbitalů, jedním ze dvou základních kvantově mechanických způsobů popisu chemické vazby; založená na spojení atomových orbitalů disociovaných atomů za vzniku molekuly. Teorie molekulových orbitalů se od ní liší tím, že se v ní jednotlivé orbitaly rozkládají po celé molekule.

## Historie
V roce 1916 představil Gilbert Newton Lewis teorii, že chemické vazby vznikají interakcemi dvou sdílených valenčních elektronů, přičemž molekuly zobrazoval Lewisovými strukturními vzorci. V roce 1927 byla vydána Heitlerova–Londonova teorie, která jako první umožnila vypočítat vlastnosti vazeb v molekule vodíku (H2) na základě kvantové mechaniky. Walter Heitler ukázal pomocí Schrödingerovy vlnové rovnice, že se vlnové funkce atomů vodíku spojí a vytvoří kovalentní vazbu. Následně tuto teorii společně s Fritzem Londonem rozpracoval. Později Linus Pauling propojil Lewisovu teorii vazebných párů s Heitlerovou–Londonovou teorií a vytvořil další dva pojmy teorie valenčních vazeb: rezonance a hybridizace orbitalů. Charles Coulson popsal toto období jako začátek „moderní teorie valenčních vazeb“, v protikladu vůči starším teoriím valenčních vazeb.

## Popis

Vazba σ mezi dvěma atomy : rozdělení elektronové hustoty

Dva orbitaly p vytvářející vazbu π

Podle této teorie vzniká kovalentní vazba překryvem z poloviny zaplněných valenčních orbitalů dvou atomů obsahujících jeden nespárovaný elektron. Struktura valenční vazby je podobná Lewisovské struktuře, ovšem tam, kde nelze určit jedinou Lewisovskou strukturu, se používá více valenčních struktur. Každá z těchto struktur představuje konkrétní Lewisovskou strukturu. Tato kombinace struktur valenční vazby je hlavní součástí rezonanční teorie. V teorii valenčních vazeb se vazba vytváří překryvem atomových orbitalů. Vzhledem k tomuto překryvu je největší pravděpodobnost výskytu elektronů v oblasti vazby. V teorii valenčních vazeb se na chemické vazby hledí jako na slabě propojené orbitaly (s malými překryvy). Tato teorie se obvykle snadněji aplikuje na molekuly v základních energetických stavech. Vnitřní elektronové orbitaly zůstávají při vzniku vazeb nezměněné.
K překryvu může dojít mezi dvojicí stejných (například s+s nebo p+p) i různých (například s+p či p+d) orbitalů. Vazba sigma vznikne, jestliže dojde k překryvu na jednom místě. U vazeb pí jsou orbitaly navzájem rovnoběžné a překrývají se na dvou místech. Vazba mezi dvěma orbitaly s je typu sigma, protože se dvě koule nemohou současně překrývat na více místech. Jednoduché vazby obsahují jednu vazbu sigma, dvojné jednu vazbu sigma a jednu pí, a trojné jednu sigma a dvě pí. Atomové orbitaly podílející se na vazbě mají často vlastnosti odpovídající několika typům orbitalu, protože u nich dochází k hybridizaci.

## Moderní teorie
Moderní teorie valenčních vazeb je doplňkem teorie molekulových orbitalů, která není v rozporu s představou, že elektronové páry se nacházejí mezi dvěma konkrétními atomy v molekule, které jsou rozmístěny po molekulových orbitalech, které jsou rozprostřeny po celé molekule. Pomocí teorie molekulových orbitalů lze předvídat magnetické a ionizační vlastnosti látek jednodušším způsobem než u teorie valenčních vazeb. Moderní teorie valenčních vazeb zdůvodňuje aromaticitu molekul spárováním spinů vazeb v orbitalech π. Tato teorie připomíná původní myšlenku rezonance mezi strukturami, které navrhli Friedrich August Kekulé von Stradonitz a James Dewar. Teorie molekulových orbitalů oproti tomu vysvětluje aromaticitu delokalizací π elektronů. Modely založené na valenčních vazbách jsou omezeny na malé molekuly, obvykle kvůli nepřítomnosti ortogonality mezi valenčními vazebnými orbitaly a valenčními vazebnými strukturami, zatímco molekulové orbitaly ortogonální jsou. Teorie valenčních vazeb ovšem poskytuje mnohem přesnější přerozdělení náboje elektronů při zániku vazeb v průběhu chemické reakce. Valenční teorie dokáže přesně předvídat disociace homonukleárních dvouatomových molekul na jednotlivé atomy, zatímco teorie molekulových orbitalů předpovídá disociaci na směs atomů a iontů; například funkce molekulového orbitalu u dvouatomového vodíku je směsí kovalentních a iontových struktur valenčních vazeb a tak vede k nesprávné předpovědi disociace na směs atomů vodíku s kladně i záporně nabitými vodíkovými ionty.
Moderní teorie valenčních vazeb nahrazuje překryvy atomových orbitalů překryvy valenčních vazebných orbitalů, které jsou rozšířené na velký počet bázových funkcí, jež mohou být centrované na každém jednotlivém atomu za vzniku klasické podoby valenční vazby, nebo na všech atomech molekuly.

## Použití
Teorie valenčních vazeb se často využívá k určení podmínek, za kterých nastane největší překryv atomových orbitalů a dochází tak ke vzniku nejsilnější možné vazby. Lze ji použít k popisu tvorby kovalentních vazeb u mnoha molekul.
Příkladem je molekula F2, u níž se vazba F−F tvoří překryvem pz orbitalů dvou atomů fluoru, kde je v každém z nich nepárový elektron. Překrývající se orbitaly mají u H2 a F2 rozdílné vlastnosti a liší se tak energie i délky vazeb v těchto molekulách.
U molekuly HF vzniká kovalentní vazba překryvem orbitalu 1s orbital v atomu H a 2pz u F. Sdílením nepárových elektronů mezi H a F vzniká kovalentní vazba v HF